# Actaea picta
Actaea picta es una especie de crustáceo decápodo de la familia Xanthidae.